# 盛以弘
盛以弘（1572年—1630年），字子宽，陕西潼关卫籍凤阳府定远县人。明朝政治人物。

## 家族
盛以弘家族有潼关卫指挥使世职。盛以弘祖父盛德，征讨洛南盗贼战死。盛以弘父盛讷，中式隆庆五年进士，累官吏部右侍郎。

## 生平
盛以弘为万历二十二年甲午科陕西鄉試第九名舉人，二十六年（1598年）戊戌科进士，改庶吉士，二十八年八月授检讨，三十一年养病，病愈，三十三年七月復除原职，三十七年江西主考，三十九年四月管理诰敕撰文，六月升左春坊左赞善，四十年十月升右谕德兼翰林院侍讲，四十一年十一月升右庶子兼翰林院侍读，四十三年十月以原官掌右春坊印信，四十四年八月升國子監祭酒，四十六年五月升少詹事，纂修玉牒，卧病未能视事。病愈，十月奉命往肃府致祭。
泰昌元年（1620年）十月升吏部右侍郎兼翰林院侍读学士，天啓元年（1621年）八月補经筵讲官，十一月代替周嘉謨署吏部事，二年正月升左侍郎，四月充日讲官，三年（1623年）二月升禮部尚書兼翰林院学士，五月谢病归。魏忠贤乱政，削其职。崇祯元年（1628年）八月起复故官，协理詹事府事，卒于任内。贈太子太保，賜祭葬。有明一代，有卫所世职而凭科举显贵者，仅有盛讷、盛以弘父子而已。《明史》有传。